# Première investiture d'Abraham Lincoln

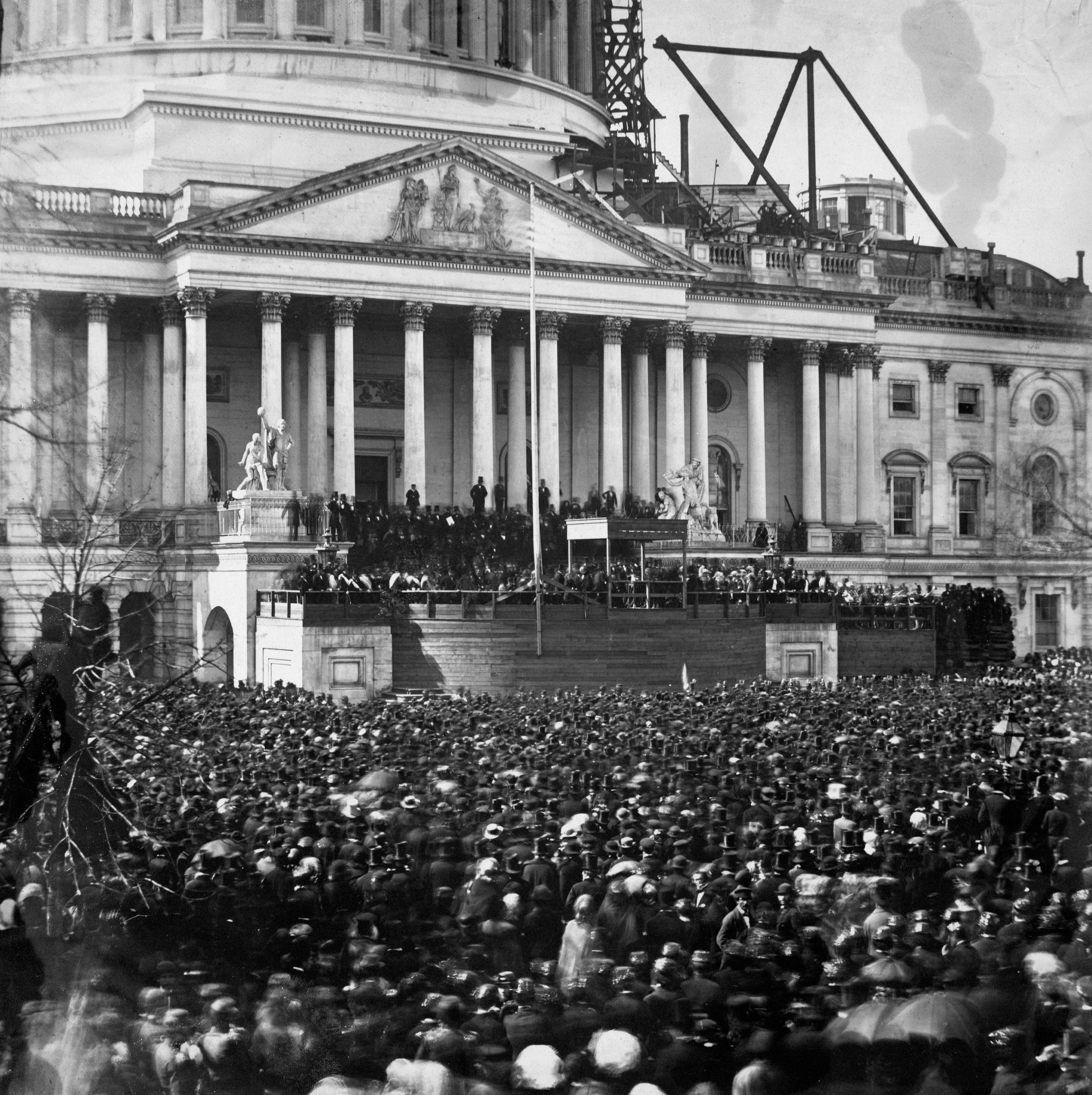
Investiture d'Abraham Lincoln devant le Capitole, le 4 mars 1861.

La première investiture d'Abraham Lincoln en tant que 16e président des États-Unis eut lieu le lundi 4 mars 1861 devant le portique Est du Capitole des États-Unis à Washington. La cérémonie marqua le début du mandat de quatre ans d'Abraham Lincoln comme président et d'Hannibal Hamlin comme vice-président des États-Unis. Le serment présidentiel fut administré par le juge en chef Roger B. Taney.

## Déroulement
Le 4 mars 1861, jour de l'investiture, le temps était couvert mais le soleil finit par percer sous les nuages aux environs de midi. La sécurité avait été considérablement renforcée au Capitole où Lincoln devait donner son discours : 2 000 soldats volontaires dirigés par le colonel Charles Stone, 653 soldats de l'armée régulière et un contingent de marines suppléèrent à la police locale. La cavalerie patrouillait dans les rues et des tireurs d'élite furent placés en haut des toits. Des détectives habillés en civil se mêlèrent également à la foule qui avait commencé à s'amasser dès l'aube. Lincoln, accompagné du président sortant James Buchanan, arriva en calèche au Capitole à 13 h 15, au milieu des quelque 40 000 personnes venues l'acclamer dans les rues et aux abords du bâtiment.
Lincoln fut introduit à la foule par son ami de longue date, le sénateur de l'Oregon Edward Baker. Au début de son discours d'investiture, le président-élu tenta de rassurer le Sud en déclarant qu'il n'avait ni l'intention ni même l'autorité constitutionnelle d'interférer sur la pratique de l'esclavage dans les États sudistes. Il promit de renforcer les lois sur les esclaves fugitifs et s'exprima en faveur d'un projet d'amendement en cours qui permettrait de préserver l'esclavage dans les États autorisant déjà son existence,. Après ces paroles apaisantes, Lincoln affirma cependant qu'il considérait la sécession comme étant « l'essence de l'anarchie » et qu'il était de son devoir de « tenir, occuper et posséder les propriétés revenant de droit au gouvernement »,. Insistant sur le cas des sudistes qui regardaient toujours la sécession avec défiance, Lincoln opposa d'un côté « les personnes, ralliées à un bord ou à un autre, qui n'aspirent qu'à détruire l'Union dans sa forme actuelle » et de l'autre « celles qui, malgré tout, lui sont invariablement attachées ». Dans la dernière partie de son discours, s'adressant directement aux sécessionnistes et invoquant son propre engagement moral, il déclara :
« Le gouvernement ne vous attaquera pas. Vous pouvez choisir d'éviter un conflit, si vous ne vous transformez pas vous-mêmes en agresseurs. Aucun précepte du Ciel ne vous prescrira de détruire le gouvernement, tandis que j'aurai pour moi la charge solennelle de « le préserver, de le protéger et de le défendre ».
Il me faut hélas terminer. Nous ne sommes pas des ennemis, mais des amis. Nous ne devons pas être ennemis. Quelle qu'ait été la force avec laquelle la passion les a mis à l'épreuve, elle ne doit pas briser les liens d'affections qui nous unissent. Les accords mystiques du souvenir qui, s'élevant de chaque champ de bataille et de chaque tombe de patriote vers chaque cœur et chaque foyer partout dans ce vaste pays, enfleront encore le chœur de l'Union quand ils seront de nouveau touchés, et ils le seront à coup sûr, par les meilleurs anges de notre nature,,. »
Lincoln effectua ensuite sa prestation de serment devant le juge en chef Roger B. Taney. Dans la soirée, il présida le bal inaugural qui se tint dans un pavillon spécialement construit à cet effet et capable d'accueillir 2 500 personnes.